# Alcyone (1985)

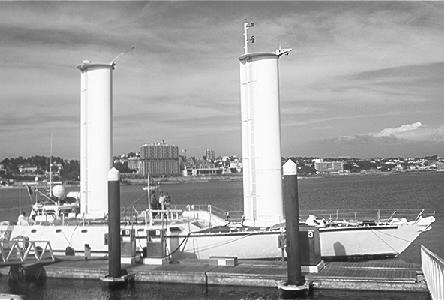
Alcyone w porcie

Alcyone – drugi statek badawczy francuskiego oceanografa J. Cousteau. Zaplanowany w roku 1980. W 1985 wyruszył w dziewiczą podróż i od tej pory ciągle żegluje na zlecenie Towarzystwa Cousteau.

## Budowa
Jako wsparcie silnika Diesla Alcyone jest wyposażony w napęd złożony z dwóch rotorów Flettnera, czyli obrotowych cylindrów wykorzystujących efekt Magnusa. Jacques-Yves Cousteau, Lucien Malavard i Bertrand Charrier opatentowali ten rodzaj napędu zwany turbożaglem. Oba cylindry dostarczają do 35% siły napędowej wspierającej główny napęd śrubą.

## Dane techniczne
- Wodowanie: data nieokreślona
- Ukończenie budowy: kwiecień 1985[1]
- Wyporność: 76 t[2]
- Długość / Szerokość / Zanurzenie: 31,4 m / 8,8 m / 2,2 m[3][2]
- Napęd: silnik Diesla i 2 zmodyfikowane rotory Flettnera (Turbovoile)[1][2]
- Rotor:[2]
  - Wysokość: 10,2 m
  - Powierzchnia: 21 m²
  - Średnica: 1,35 m
- Prędkość: 10,5 kn
- Załoga: 12 osób